# Cypridocopina
Cypridocopina — підряд черепашкових рачків ряду Podocopida. Включає понад 2000 видів. Відомі як морські так і прісноводні види.

## Класифікація
Включає три надродини:
- Cypridoidea Baird, 1845
- Macrocypridoidea Müller, 1912
- Pontocypridoidea Müller, 1894